# Martin Unrein
Martin Unrein (Weimar, 1º gennaio 1901 – Monaco di Baviera, 22 gennaio 1972) è stato un generale tedesco della Wehrmacht durante la seconda guerra mondiale.

## Biografia
Unrein venne arruolato nell'Esercito imperiale tedesco durante le ultime fasi della prima guerra mondiale e in seguito entrò nella neonata Reichswehr della Repubblica di Weimar dove tenne diverse posizioni di reggimento durante gli anni' 30. Nel settembre 1940 venne promosso a Tenente colonnello e assegnato all'Alto comando della Wehrmacht. Il 15 settembre 1941 fu nominato comandante di un battaglione motorizzato della 6. Panzer-Division. Il suo battaglione venne quasi completamente distrutto durante i combattimento fuori Mosca, ed egli venne portato davanti alla corte marziale, ma fu assolto da tutte le accuse.
il 10 settembre 1943 venne decorato con la Croce di Cavaliere della Croce di Ferro. Il 29 ottobre dello stesso anno venne nominato comandante della 14. Panzer-Division, che fu inviata in breve tempo sul fronte orientale. Il 26 giugno 1944 venne decorato con la Croce di Cavaliere della Croce di Ferro con Fronde di Quercia. L'11 febbraio venne promosso al comando del III SS-Panzerkorps (germanisches) con tale corpo rimase fino al 5 marzo. Il 4 aprile venne nominato comandante della neonata Panzer-Division Clausewitz.